# Stockbridge (Wisconsin)
Stockbridge és una població dels Estats Units a l'estat de Wisconsin. Segons el cens del 2000 tenia 649 habitants.

## Demografia
Segons el cens del 2000, Stockbridge tenia 649 habitants, 265 habitatges, i 178 famílies. La densitat de població era de 75,9 habitants per km².
Dels 265 habitatges en un 29,8% hi vivien nens de menys de 18 anys, en un 56,6% hi vivien parelles casades, en un 6,4% dones solteres, i en un 32,8% no eren unitats familiars. En el 25,7% dels habitatges hi vivien persones soles el 9,4% de les quals corresponia a persones de 65 anys o més que vivien soles. El nombre mitjà de persones vivint en cada habitatge era de 2,45 i el nombre mitjà de persones que vivien en cada família era de 2,98.
Per edats la població es repartia de la següent manera: un 23,7% tenia menys de 18 anys, un 9,1% entre 18 i 24, un 29,3% entre 25 i 44, un 25,7% de 45 a 60 i un 12,2% 65 anys o més.
L'edat mediana era de 37 anys. Per cada 100 dones de 18 o més anys hi havia 111,5 homes.
La renda mediana per habitatge era de 48.021 $ i la renda mediana per família de 56.094 $. Els homes tenien una renda mediana de 38.359 $ mentre que les dones 26.375 $. La renda per capita de la població era de 21.129 $. Aproximadament l'1,1% de les famílies i el 2,5% de la població estaven per davall del llindar de pobresa.

## Poblacions més properes
El següent diagrama mostra les poblacions més properes.